# Aremark
Aremark est une kommune de Norvège. Elle est située dans le comté d'Østfold.